# Richard P. Wunderlin
Richard P. Wunderlin (1939) es un botánico estadounidense.

## Algunas publicaciones
- 2010. Reorganization of the Cercideae (Fabaceae: Caesalpiniodeae). Ed. Guy L. Nesom, 5 pp.

### Libros
- 2011. Guide to the Vascular Plants of Florida. Con Bruce Frederick Hansen. 3ª ed., ilustrada de Univ. Press of Florida, 783 pp. ISBN 0813035430, ISBN 9780813035437

- 1982. Guide to the Vascular Plants of Central Florida. Ed. ilustrada de Univ. Press of Florida, 472 pp.en línea ISBN 0813007488, ISBN 9780813007489

- La abreviatura «Wunderlin» se emplea para indicar a Richard P. Wunderlin como autoridad en la descripción y clasificación científica de los vegetales.[1]